# ルービック・ミラーブロックス

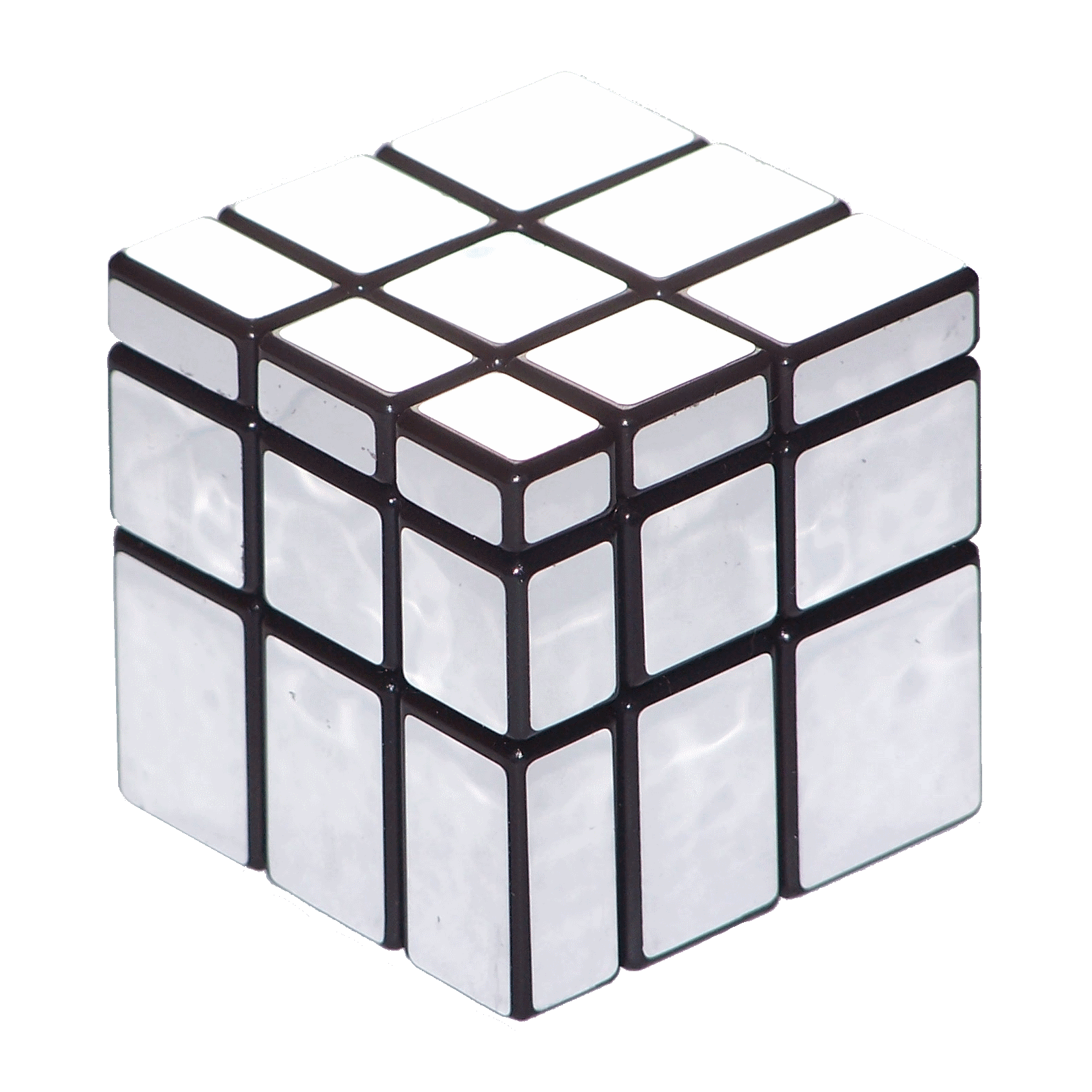
初期状態

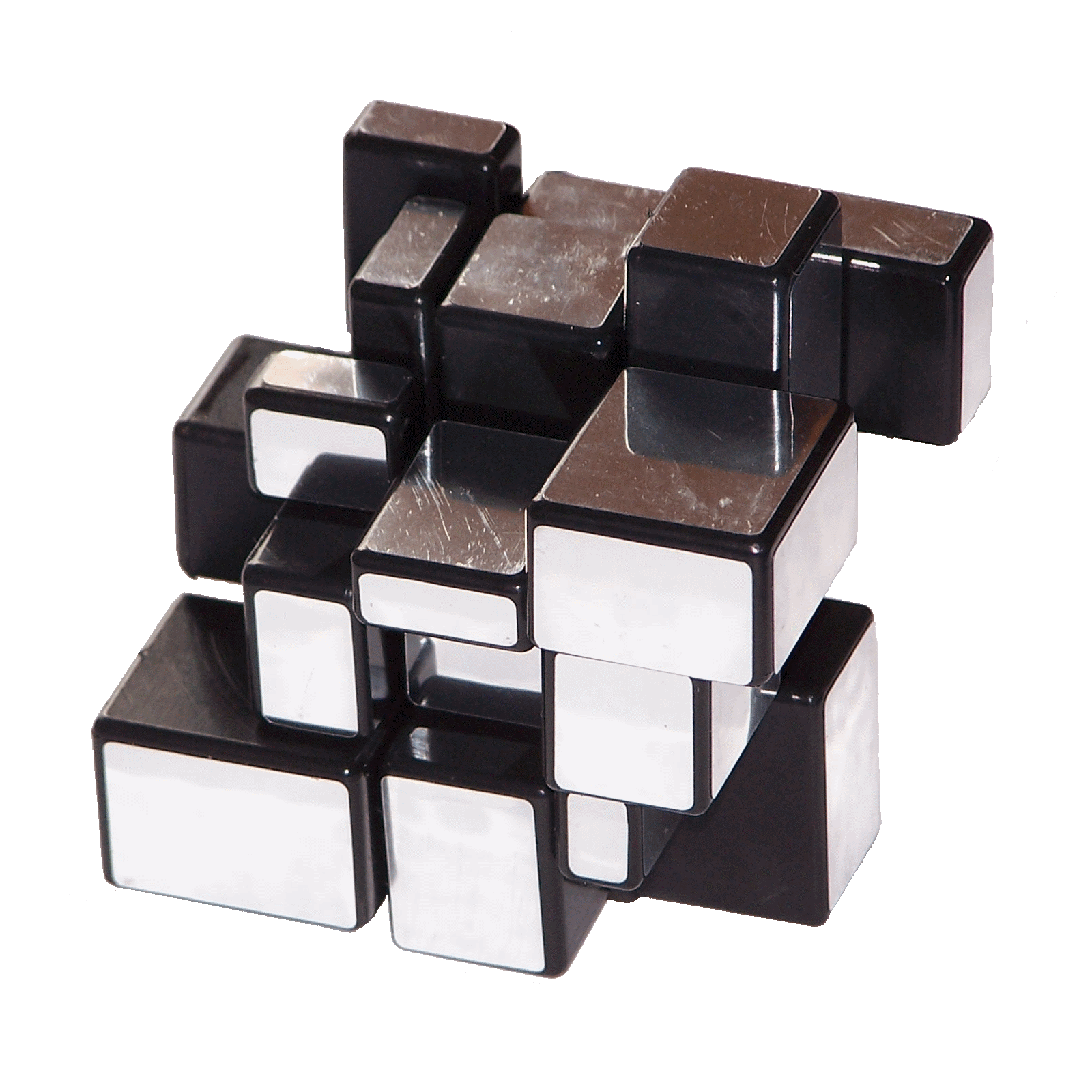
バラバラにした状態

ルービック・ミラーブロックス(Rubik's Mirror Blocks)は、ルービックキューブの系統に属するメカニカルパズルである。
キューブを構成するピースの形状が、一つ一つ全て違うため、回す度にキューブの形状が変わる。
各ブロックは色分けされておらず、シルバー一色のみである。

## 概要
発売元はメガハウス。大きさは57×57×57ミリメートル。
交換用のシールが販売されており、シルバーとゴールドの2色が用意されている。

## 歴史
ミラーブロックスは、竹治秀敏によって2006年に考案され、同年のパズルコンペションに出品された。最初は「バンプ（Bump=でこぼこ）キューブ」という名前であった。
日本では2008年10月にメガハウスから販売開始。2015年7月には、通常のルービックキューブのように、面ごとにシールの色が異なる「ルービック カラーブロックス」というバリエーションも発売された。

## 遊び方
バラバラの状態のブロックを、立方体の状態にすれば完成。専用の攻略書は存在しない。一般的な3×3×3の6色のルービックキューブが色を基準に解くのに対し、凹凸を考慮に入れる必要があり、多少、専用の解法が求められる。